# Université de Toronto à Scarborough
Pour un article plus général, voir Université de Toronto.
L'Université de Toronto à Scarborough est un campus satellite de l'Université de Toronto. Basé dans le district Scarborough de Toronto, Ontario, Canada, le campus est installé en banlieue dans la zone résidentielle de Highland Creek. 
Il a été fondé en 1964 sous le nom de Scarborough College, alors affilié à la Faculté des arts et des sciences de l'Université de Toronto. Le Scarborough College a évolué en campus de taille moyenne depuis qu'il est devenu une division autonome de l'université en 1972.